# Hodgdon Powder Company
A Hodgdon Powder Company começou em 1952 como B.E. Hodgdon, Inc., e tornou-se um grande distribuidor de pólvora sem fumaça para a indústria de munições, bem como para indivíduos que praticam a recarga manual. O escritório corporativo e as instalações de fabricação da Hodgdon estão localizados no estado do Kansas, Estados Unidos. A Hodgdon adquiriu a IMR Powder Company em 2003. A Hodgdon distribui as pólvoras de recarga da marca Winchester nos Estados Unidos desde março de 2006. Em janeiro de 2009, a Hodgdon adquiriu a GOEX Powder, Inc., localizada em Minden, Louisiana, o único fabricante de pólvora negra no mercado dos EUA. Juntas, essas linhas de produtos fazem da Hodgdon um dos maiores fabricantes e distribuidores de pólvora do mundo.

## Antecedentes
Nos primeiros dias da Segunda Guerra Mundial, um químico, amigo de Bruce E. Hodgdon relembrou casualmente a Primeira Guerra Mundial. Ele mencionou as quantidades de pólvora sem fumaça excedente que os militares haviam jogado no mar após a guerra; e especulou quão útil isso teria sido para os praticantes de recarga manual que lutavam contra a Grande Depressão. Ele previu que uma situação semelhante de excesso de pólvora poderia ocorrer após a Segunda Guerra Mundial. Hodgdon começou a investigar a disponibilidade de pólvora excedente quando a guerra terminou; e as vendas para recarga manual começaram em 1946. Uma das primeiras pólvoras que ele encontrou foi a "4895" usada para carregar a munição de serviço .30-06 Springfield. Ele comprou 25 toneladas de excedente da "4895" do governo por US$ 2.000 e depois comprou dois vagões para armazená-la em preparação para revenda a 75 centavos de dólar por libra-peso. Sua família inicialmente empacotou a pólvora para revenda no porão de sua casa. Em 1947, ele começou a aquisição de 80 toneladas de pólvora esférica recuperada de cartuchos .303 British desmontados fabricados nos Estados Unidos. Em 1949, ele estava comercializando a pólvora como "BL type C". O  "C" indicava que a pólvora queimava "mais fria" ("cooler") do que as pólvoras tradicionais como a Improved Military Rifle (IMR). Em 1949, ele começou a aquisição de pólvora recuperada de cartuchos de canhão Oerlikon 20 mm desmontados. Esta pólvora lembrava a "IMR 4350" na aparência, e com uma taxa de queima mais lenta, foi inicialmente comercializado como "4350 Data" e, posteriormente, como "4831".
Os fabricantes de pólvora dos Estados Unidos haviam interrompido a produção de munição esportiva durante a Segunda Guerra Mundial; e após a guerra, tentou exercer maior controle de segurança do produto, enfatizando as vendas de munição carregada em vez de retomar a produção de componentes para carregamento manual. Uma abordagem comum para a segurança do produto envolvia oferecer munição segura para uso nas armas de fogo mais antigas ou mais fracas, projetadas para aquele calibre. Proprietários de armas de fogo mais fortes encontraram e experimentaram nas pólvoras da Hodgdon anteriormente desconhecida, um meio para obter balística superior à munição de fábrica disponível para cartuchos mais antigos, como o 7,92×57mm Mauser. Os atiradores de longo alcance descobriram que a "4831" era superior às pólvoras disponíveis anteriormente para cartuchos tipo "garrafa" de alta potência.

## História
Os fabricantes de pólvora dos Estados Unidos retomaram as vendas de pólvora em caixas de 454 gramas depois de observar as vendas bem-sucedidas da Hodgdon para recarga manual. A DuPont retomou a distribuição de varejo de sua série Improved Military Rifle (IMR) de nitrocelulose do pré-guerra; e a Hercules Powder Company retomou a produção de seis de suas pólvoras de base dupla do pré-guerra. A Hodgdon Powder Company começou a usar o prefixo "H" para diferenciar as pólvoras distribuídas pela Hodgdon das concorrentes. A pólvora esférica excedente para o canhão Vulcan foi distribuída como "H870" começando em 1959.
Todo o excedente "BL type C" havia sido vendido em 1961. A Olin Corporation fabricou a pólvora como "846" e continuou a produção para utilização no cartucho 7,62×51mm NATO. A Hodgdon começou a comercializar a produção pós-guerra como "spherical BL-C lot no. 2" ou "BL-C(2)". A Olin começou a distribuição no varejo de pólvoras esféricas Winchester-Western para carregamento de pistolas e espingardas em 1960; e pólvoras esféricas Winchester-Western para carregamento de rifles em 1968. A Hodgdon distribuiu também as pólvoras esféricas "HS-5" e "HS-6" para espingardas e as "H110", "H335", "H380", "H414" e "H450" para rifles.
A DuPont adicionou a "IMR 4895" à sua linha de distribuição de varejo em 1962 e a  "IMR 4831" em 1973 quando os suprimentos do excedente da "H4831" se esgotaram. A Hodgdon adquiriu a recém-fabricada "H4831" da Nobel Enterprises na Escócia. As formulações da Nobel ofereciam desempenho balístico semelhante, mas substituiam a centralita como revestimento de retardo por dinitrotolueno nas formulações dos Estados Unidos. Os adeptos da recarga manual foram avisados que as pólvoras com prefixo "H" não eram iguais às pólvoras com prefixo "IMR" com o mesmo número. A Hodgdon distribuiu a "H4198" e a "H4227", semelhantes às pólvoras "IMR" distribuídas pela DuPont.

## Substitutos de pólvora negra modernos
A linha de produtos da Hodgdon inclui a "Pyrodex" e a "Triple Seven", que são substitutos modernos da pólvora negra e destinados ao uso em armas de antecarga e certas armas de fogo antigas. As consequências da fácil ignição da pólvora negra por faíscas ou eletricidade estática tornam a fabricação e o armazenamento perigosos. A única fábrica do maior fabricante de pólvora negra do século XX dos Estados Unidos foi fechada devido a uma explosão acidental, quando a legislação de 1970 estabeleceu novos regulamentos que desencorajavam os comerciantes a estocar pólvora negra para venda. As futuras reconstituições históricas com réplicas de armas de fogo pareciam condenadas até que a Hodgdon introduziu a "Pyrodex" em substituição à pólvora negra em 1975, com as características de combustão da pólvora negra e a segurança da pólvora sem fumaça.